# Генри (единица измерения)
Ге́нри (русское обозначение: Гн; международное: H) — единица индуктивности в Международной системе единиц (СИ). Цепь имеет индуктивность 1 Гн, если изменение тока со скоростью один ампер в секунду создаёт ЭДС индукции, равную одному вольту.
Через другие единицы измерения СИ генри выражается следующим образом:
Гн = В·с·А−1=
кг·м2·с−2·А−2
Также Гн может быть определён как индуктивность такого контура, который при протекании по нем тока 1 ампер оказывается сцепленным с магнитным потоком 1 вебер.
Единица названа в честь американского учёного Джозефа Генри. В Международную систему единиц (СИ) генри введён решением XI Генеральной конференцией по мерам и весам в 1960 году одновременно с принятием системы СИ в целом. В соответствии с правилами СИ, касающимися производных единиц, названных по имени учёных, наименование единицы генри пишется со строчной буквы, а её обозначение «Гн» — с заглавной.
1 Гн равен 109 единиц индуктивности системы СГС — сантиметров индуктивности.

## Кратные и дольные единицы
Десятичные кратные и дольные единицы образуют с помощью стандартных приставок СИ.
| Кратные                                               | Кратные     | Кратные     | Кратные     | Дольные  | Дольные     | Дольные     | Дольные     |
| величина                                              | название    | обозначение | обозначение | величина | название    | обозначение | обозначение |
| ----------------------------------------------------- | ----------- | ----------- | ----------- | -------- | ----------- | ----------- | ----------- |
| 101 Гн                                                | декагенри   | даГн        | daH         | 10−1 Гн  | децигенри   | дГн         | dH          |
| 102 Гн                                                | гектогенри  | гГн         | hH          | 10−2 Гн  | сантигенри  | сГн         | cH          |
| 103 Гн                                                | килогенри   | кГн         | kH          | 10−3 Гн  | миллигенри  | мГн         | mH          |
| 106 Гн                                                | мегагенри   | МГн         | MH          | 10−6 Гн  | микрогенри  | мкГн        | µH          |
| 109 Гн                                                | гигагенри   | ГГн         | GH          | 10−9 Гн  | наногенри   | нГн         | nH          |
| 1012 Гн                                               | терагенри   | ТГн         | TH          | 10−12 Гн | пикогенри   | пГн         | pH          |
| 1015 Гн                                               | петагенри   | ПГн         | PH          | 10−15 Гн | фемтогенри  | фГн         | fH          |
| 1018 Гн                                               | эксагенри   | ЭГн         | EH          | 10−18 Гн | аттогенри   | аГн         | aH          |
| 1021 Гн                                               | зеттагенри  | ЗГн         | ZH          | 10−21 Гн | зептогенри  | зГн         | zH          |
| 1024 Гн                                               | йоттагенри  | ИГн         | YH          | 10−24 Гн | иоктогенри  | иГн         | yH          |
| 1027 Гн                                               | роннагенри  | РнГн        | RH          | 10−27 Гн | ронтогенри  | рнГн        | rH          |
| 1030 Гн                                               | кветтагенри | КвГн        | QH          | 10−30 Гн | квектогенри | квГн        | qH          |
| рекомендовано к применению применять не рекомендуется |             |             |             |          |             |             |             |